# Dean M. Gillespie

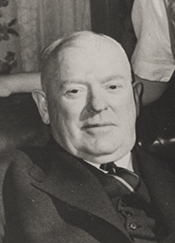
Dean M. Gillespie (um 1944)

Dean Milton Gillespie (* 3. Mai 1884 in Salina, Saline County, Kansas; † 2. Februar 1949 in Baltimore, Maryland) war ein US-amerikanischer Politiker. Zwischen 1944 und 1947 vertrat er den ersten Wahlbezirk des Bundesstaates Colorado im US-Repräsentantenhaus.

## Werdegang
Dean Gillespie besuchte die öffentlichen Schulen seiner Heimat und die Salina Normal University. Danach befasste er sich zwischen 1900 und 1904 mit der Viehzucht und anderen landwirtschaftlichen Tätigkeiten. Im Jahr 1905 zog er nach Denver, wo er in den folgenden Jahrzehnten unter anderem Ladenangestellter, Schildermacher und Händler war. Außerdem stieg er in das aufkommende Auto- und Ölgeschäft ein.
Politisch war Gillespie Mitglied der Republikanischen Partei. Nach dem Tod des Kongressabgeordneten Lawrence Lewis wurde er in der fälligen Nachwahl zu dessen Nachfolger im US-Repräsentantenhaus in Washington, D.C. gewählt. Nachdem er bei den regulären Wahlen des Jahres 1944 bestätigt wurde, konnte er zwischen dem 7. März 1944 und dem 3. Januar 1947 im Kongress verbleiben.
Bei den Wahlen des Jahres 1946 unterlag er dem Demokraten John A. Carroll. Daraufhin zog sich Lewis aus der Politik zurück und widmete sich wieder seinen eigenen geschäftlichen Interessen. Er starb im Februar 1949 während einer Geschäftsreise in Baltimore und wurde in Denver beigesetzt.